# Mahamat Nour Abdelkerim
Mahamat Nour Abdelkerim, né à la fin des années 1960 à Guéréda, est un chef de groupe armé et homme politique tchadien. Il est un Tama du wadi fira.

## Biographie
Né dans l'est du Tchad, d'ethnie Tama, Mahamat Nour Abdelkerim est un neveu de Mahamat Garfa et cousin de Mahamat Abbo Sileck.
Après le lycée à Bongor, où il habite chez Mahamat Garfa, il s'engage en 1990 dans la rébellion d'Idriss Déby Itno, recommandé par une fausse lettre du sultan des Tamas, contre le régime d'Hissène Habré.
Après la chute de ce dernier, il est nommé préfet de Biltine. Puis il occupe divers postes au ministère de la Défense. 
En 1994, il suit Mahamat Garfa, qui est alors ministre, dans sa rupture avec le régime et la création d'une rébellion dans l'est du pays au sein de l'ANTD (qui devient l'Alliance nationale de la résistance en 1995 en fusionnant avec le Conseil National du Redressement, le CDR et le FNT).
Fin 2002-début 2003, Mahamat Garfa se rallie au régime. Mahamat Nour et Mahamat Abbo Sileck décident de continuer le combat mais met le mouvement en sommeil. Jusqu'en 2005, officiellement, il se reconvertit dans le pétrole et monte une affaire à Khartoum. Il a noué toutefois beaucoup de contacts au sein du régime soudanais, et est soupçonné de prêter main-forte à l'armée soudanaise et aux janjawid contre les rebelles au Darfour, soupçon renforcé par sa relation avec Moussa Hilal, l'un des chefs de milice les plus redoutés. 

### Guerre civile tchadienne (2005-2010)
En 2005, peut-être à la demande du Soudan, Mahamat Nour Abdelkerim se réengage dans la rébellion au Tchad. Son mouvement, auquel il ne donne d'abord pas de nom, est baptisé le 31 octobre 2005 Rassemblement pour la Démocratie et les Libertés (RDL), sans doute pour concurrencer la nouvelle rébellion que les frères Erdimi viennent de créer, le SCUD. En effet, à la fin de l’année 2005, les désertions massives de l’armée tchadienne ont permis la création de plusieurs mouvements rebelles à l’Est du Tchad, en territoire soudanais. Encouragé et soutenu par le Soudan, le mouvement devient le fondement du Front uni pour le changement démocratique (FUC ou FUCD) en s'ouvrant au CNT mais aussi à deux mouvements fondés par d'anciens proches du président Déby, le RPJ et le SCUD. Le FUC multiplie les attaques contre l'armée tchadienne. Nour fait également enfermer à Khartoum son cousin Mahamat Abbo Sileck, resté seul chef de l'Alliance nationale de la résistance (ANR) et qui refuse de se rallier.
À son apogée en avril 2006, le FUC compte entre 6 000 et 7 000 hommes.
Toutefois, les divergences profondes entre les différentes composantes du FUC font que lorsque ce dernier, première coalition soutenue par le Soudan, lance en avril 2006, la première grande attaque sur le territoire soudanais, seuls le RDL et le CNT y participent. Le FUC effectue toutefois un des deux raids réussis sur la capitale tchadienne (avec celui de 2008)  de la guerre civile tchadienne avant d'être repoussé.
Après cet échec, le FUC éclate et Nour tombe en disgrâce aux yeux des autorités soudanaises. Ses hommes rejoignent en masse d'autres mouvements, principalement l'Union des forces pour la démocratie et le développement (UFDD) de Mahamat Nouri, qui jouit d'une autorité et d'une notoriété sans commune mesure et qui est désormais le poulain du Soudan.
Finalement, Nour et son mouvement signent un accord de paix avec le président Déby fin décembre 2006 lors d'une conférence de paix en Libye. Début mars 2007, Nour est nommé ministre de la défense du gouvernement tchadien. Les anciens rebelles du FUC sont désormais chargés de défendre l'Est du pays, en collaboration avec l'armée nationale tchadienne (ANT) et les rebelles Mouvement pour la justice et l'égalité (MJE) du Darfour, des attaques des rebelles tchadiens.
Le président tchadien Idriss Deby Itno le limoge le 3 décembre 2007 au lendemain de nouveaux combats qui ont éclaté entre ses hommes et l'armée dans l'est du pays. Il trouve refuge à l’ambassade de la Libye au Tchad.
Longtemps en exil à Dubaï, il rentre au pays le 6 février 2014 après avoir négocié avec Idriss Déby. Celui-ci le nomme conseiller à la présidence en 2019 et le réhabilite dans l'armée en août 2020. 
Le 21 Avril 2021, après le décès du maréchal Idriss Déby Itno, il a été désigné parmi les quinze membres du Conseil militaire de transition (CMT) pour œuvrer au rétablissement de la paix et de la stabilité au Tchad.

## Famille
Il a un demi-frère, Abderahmane Khalifa Abdelkerim, qui sera arrêté en même temps que Mahamat Nouri le 17 juin 2019 pour crimes contre l'humanité, crimes de guerre, exactions, violations des droits de l'homme, entre 2005 et 2010, au Tchad et au Darfour, avant d'être rapidement relâché.